# Kobeleakî
Kobeleakî (în ucraineană Кобеляки) este orașul raional de reședință al raionului Kobeleakî din regiunea Poltava, Ucraina. În afara localității principale, nu cuprinde și alte sate.

## Demografie
Componența lingvistică a orașului Kobeleakî
     Ucraineană (95,66%)
     Rusă (3,84%)
     Alte limbi (0,09%)
Conform recensământului din 2001, majoritatea populației orașului Kobeleakî era vorbitoare de ucraineană (95,66%), existând în minoritate și vorbitori de rusă (3,84%).